# 漆原輝
漆原 輝（うるしばら ひかる、1988年6月4日 - ）は、NHKのアナウンサー。

## 人物
香川県丸亀市出身。香川県立丸亀高等学校、早稲田大学人間科学部卒業。

## 嗜好・挿話
- 身長は180cm。大学在学中は、ファッション誌の読者モデルを務めていた[2]。
- NHK徳島放送局時代はアニメイラスト化された番組ポスターが作成され[3]、徳島市のアニメイベント「マチ☆アソビ」では、自身が大きく印刷された中継車が展示された[4]。
- 特撮ヒーローが好きで、ご当地ヒーローを取材したり、NHK広島放送局で担当する「ひろしまコイらじ」でヒーローソング特集を企画したりしている[5]。
- 声優のような声質で、長身で端正なルックスから、地域局勤務時は放送局の顔として夕方や朝のニュース番組のメインキャスターを担当することが多い。

## 現在の担当番組
- ゆう6かがわ（キャスター）（2024年4月1日 - ）[6] 地元出身でありかつ東京アナウンス室の勤務経験者を起用するのは今回が初めてとなる。
- 香川県のニュース

## 過去の担当番組
盛岡放送局時代（2011年度 - 2015年度）
- 土曜スタジオパーク（2011年5月21日） - 新人お披露目
- 岩手県のニュース・中継・リポート
- ドゥ!エアロビック（2011年8月29日、2011年9月5日）
- 震災に負けない お元気ですか日本列島（2011年度不定期）
- 着信御礼!ケータイ大喜利（2012年2月18日深夜）
- いわて復幸会議（2012年6月1日）
- あさイチ（「JAPA-NAVI」ナビゲーター：2012年11月1日、2013年12月5日）
- 歌の散歩道（司会：2012年11月19日、11月20日、11月21日）
- ゆうどきネットワーク（2013年7月4日）
- あまちゃんファン感謝祭　じぇじぇじぇ祭り!（司会：2013年9月23日）
- おばんですいわて（キャスター：2014年4月 - 2016年3月）
- 2014新春 100年前からおめでとう ニッポンめでたい記念日（2014年1月1日） - 三陸鉄道北リアス線からはしのえみと共に中継
- スポーツ中継（高校野球、サッカーJ3グルージャ盛岡など）

徳島放送局時代（2016年度 - 2018年度）　
- とく6徳島（キャスター：2016年4月 - 2019年3月）
- ニュースウオッチ9（リポーター：高橋篤史夏期休暇に伴う代理リポーター：2018年8月20日 - 31日）
- 首都圏ニュース845（2018年8月23日、30日）
- 徳島県のニュース・中継・リポート

広島放送局時代（2019年度 - 2020年度）
- おはようひろしま（キャスター 豊島実季との隔週担当：2019年4月 - 2021年2月26日）
- 広島かたすみ食堂（キャスター：2019年4月5日 - 2021年2月）
- ひろしまコイらじ（日替わりコイらじアナウンサー：2019年4月 - 2021年2月）
- お好みワイドひろしま（不定期・松尾剛のキャスター代行）
- ニュースシブ５時（中継リポーター：2020年10月15日）
- あさイチ（「おでかけLIVE」リポーター：2020年12月7日、12月8日）
- 広島県・中国地方のニュース・中継・リポート

東京アナウンス室時代（2021年度 - 2023年度）
- ニュースウオッチ9（フィールドリポーター：2021年3月29日 - 2022年4月1日）[注釈 1]
- マイあさ!（田中孝宜休暇に伴う代理キャスター：2022年1月17日 - 19日）
- 週刊まるわかりニュース（キャスター：2022年4月3日 - 2023年3月19日）
- 天童よしみと聴く 美空ひばり（司会：2023年2月23日）[7]
- NHKニュースおはよう日本 （リポーター：2023年4月 - 2024年3月20日）
  - 中継リポーター 大雨被害を受けた新潟県村上市から（2022年8月5日）
  - 中継リポーター 安倍元総理大臣の国葬会場近くから（2022年9月26日）
  - 中継リポーター 記録的大雨により土石流被害を受けた福岡県久留米市から（2023年7月11日 - 13日）
  - その他、副島萌生の代行でスポーツコーナーを担当（不定期）
- 全国のラジオニュース（不定期）
- NHKニュース7（森下絵理香の代理フィールドキャスター：2023年12月16日 - 17日）
- おはよう山陰　島根県内のニュース・気象情報（松江放送局：2024年1月18日 - 19日）
- NHKニュース
  - 午前5時、6時の定時ニュース（土日祝・隔週）
  - 午後2時、3時、4時の定時ニュース（平日・不定期）
  - 午後6時の定時ニュース（2023年11月2日、2024年3月14日、糸井洋司の代行）

高松放送局時代（2024年度 - ）